# Orlando Fabbri
Orlando Fabbri (Castiglione dei Pepoli, 30 luglio 1937 – 3 dicembre 2014) è stato un politico italiano.

## Biografia
Esponente del Partito Comunista Italiano, dal 1964 al 1975 fu consigliere comunale a Prato e assunse in più occasioni l'incarico di assessore.
Fu deputato per due legislature, venendo eletto alle politiche del 1979 (12 902 preferenze) e alle politiche del 1983 (13 422 preferenze).
Terminò il mandato parlamentare nel 1987.